# V649 Возничего
V649 Возничего (лат. V649 Aurigae) — одиночная переменная звезда в созвездии Возничего на расстоянии приблизительно 145 световых лет (около 44,6 парсека) от Солнца. Видимая звёздная величина звезды — от +11,36m до +11,28m.

## Характеристики
V649 Возничего — оранжевый карлик, эруптивная переменная звезда типа RS Гончих Псов (RS) спектрального класса K7V. Радиус — около 0,62 солнечного, светимость — около 0,105 солнечной. Эффективная температура — около 4184 K.